# Лукич, Оливер
О́ливер Лу́кич (хорв. и нем. Oliver Lukić; род. 22 сентября 2006, Вена) — хорватский и австрийский футболист, полузащитник австрийского клуба «Ред Булл Зальцбург».

## Клубная карьера
Оливер Лукич родился в Вене и начинал заниматься футболом в местном клубе «Аустрия», а в 2022 году присоединился к зальцбургскому «Ред Буллу». 19 мая 2023 года дебютировал в профессиональном футболе за фарм-клуб «Лиферинг», выйдя на замену в матче второй лиги Австрии против «Лафница». В июле 2023 года подписал профессиональный контракт с зальцбургским клубом до 2026 года. 21 августа 2024 года дебютировал за «Ред Булл Зальцбург» в матче квалификации к Лиге чемпионов против киевского «Динамо». 23 октября 2024 года также попал в заявку команды на матч общего этапа турнира против «Динамо» из Загреба, однако на поле не появился. Через неделю, 30 октября впервые сыграл в Кубке Австрии, выйдя на замену в матче против клуба «Тироль».

## Карьера в сборной
Выступал за сборные Австрии до 16, до 17, до 18 лет, а также за сборную Хорватии до 19 лет.